# Квятковская, Юлия Александровна
Юлия Александровна Квятковская (1859, Енисейская губерния — 25 декабря 1951, Кишинёв) — женщина-врач, офтальмолог, учредительница первой в Бессарабии глазной больницы (1896), общественная деятельница, родная сестра народовольца Александра Квятковского, одна из организаторов первой в России типографии газеты «Искра» (1901).

## Биография
Родилась в семье польского дворянина Александра Квятковского (пол. Kwiatkowski) и Аполлинарии Тимофеевны (урождённой Боровковой; 1822, Томск — 1890, Кишинёв), дочери одного из основателей первых золотых приисков в Енисейской губернии. Училась в Красноярской прогимназии, затем мать Юлии переехала из тайги с тремя младшими дочерями в Томск, где девочка продолжила своё обучение в Мариинской женской гимназии. Попечителем гимназии являлся И. Д. Асташев, дальний родственник Квятковских. После окончания гимназии Квятковская порвала с семьёй и уехала в Санкт-Петербург.

## Санкт-Петербург
Осенью 1880 года Квятковская поддерживала связи с петербургскими народовольцами, которым передавала письма от содержавшихся под стражей участников процесса 16-ти; состояла в переписке и имела свидания с братом Александром Квятковским, впоследствии повешенным. Благодаря Вере Фигнер сохранилось несколько писем брата к сестре, которые позднее были опубликованы в журнале «Каторга и ссылка». По доносу была выслана из Санкт-Петербурга на родину в Томск.

## Врачебная практика
В 1885 году Квятковская окончила Женские врачебные курсы при Николаевском военном госпитале. На курсах она сводит знакомство с Марией Павловной Рашкович, которое переросло в искреннюю дружбу, продолжавшуюся до конца жизни.
С 1886 года на протяжении полутора лет работала фельдшерицей и участковым врачом в межуездной Петровской лечебнице Московского губернского земства. Здесь в 1883 году открыла больницу и лечила больных с хирургическими и глазными болезнями одна из первых земских женщин-врачей Александра Гавриловна Архангельская.
Некоторое время Квятковская работала в Константиноградской земской больнице Полтавской губернии.
С 1889 по 1893 год работала врачом в Херсонском губернском земстве под руководством губернского врача М.С. Уварова.
В 1893 году Бессарабский губернский санитарный врач А. В. Чепурковский пригласил Квятковскую работать в Кишинёв.

## Кишинёв

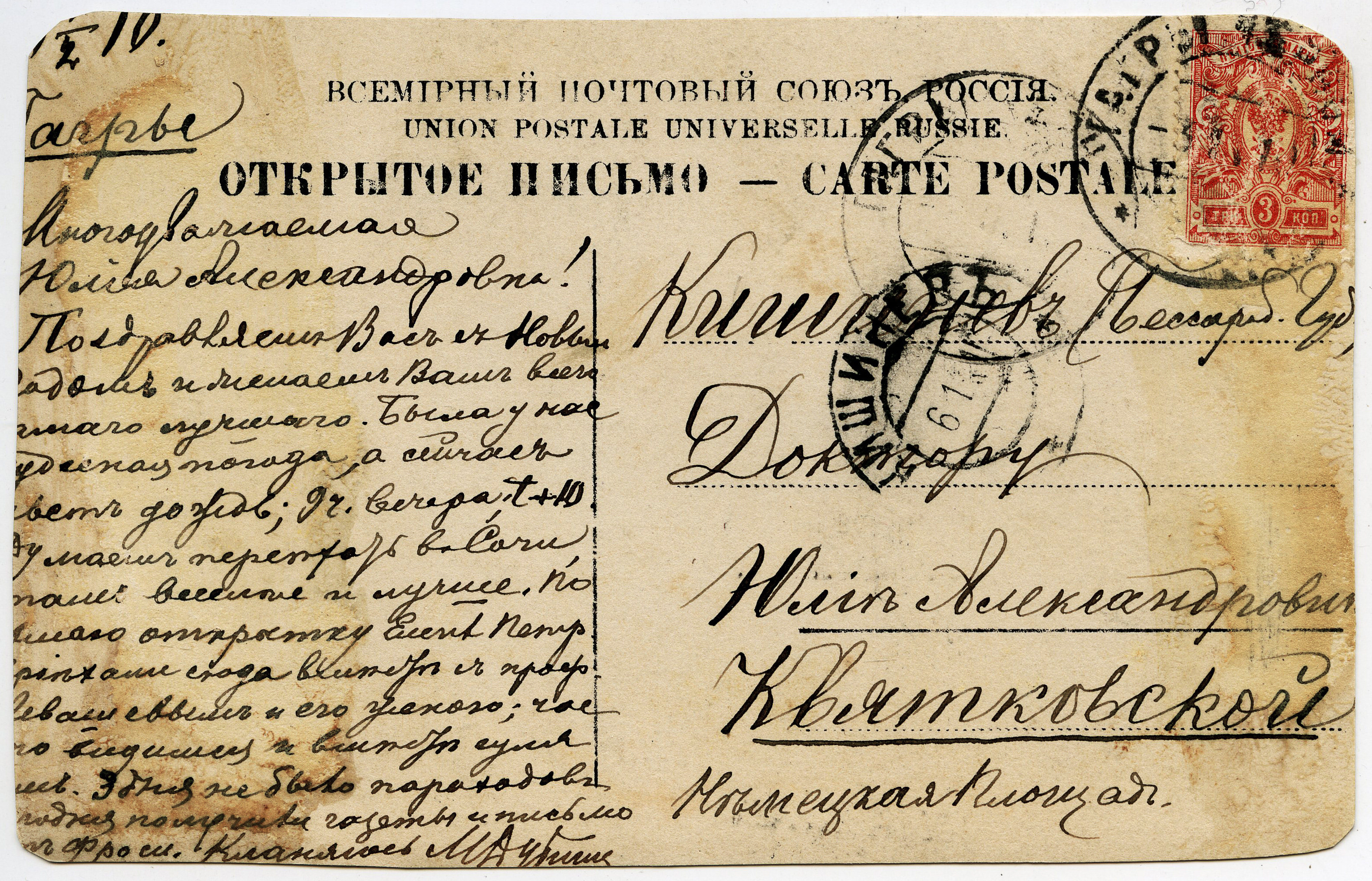
Открытка на имя доктора Квятковской Ю. А. в Кишинёв. 1910.

Под влиянием идей Ильи Мечникова, который  помогал врачам Бессарабии получать подготовку в области борьбы с бешенством и оспой,  А. В. Корчак-Чепурковский и Ю. А. Квятковская организовали в Кишинёве в 1893 году частный оспенный телятник, положивший начало оспопрививанию в Молдавии.
Юлия Александровна была первой в Кишинёве женщиной-врачом. В 1894 году она организовала в городе частную глазную клинику, а в 1896 году учредила единственную в Бессарабии офтальмологическую лечебницу на 10 коек в стационаре которой проводила сложные операции. Лечение больных было платным, лишь позднее было выделено 3 бесплатных койки за счёт Попечительства о слепых. В 1899-1903 годах Квятковской было принято более 12 тысяч амбулаторных больных и 899 стационарных больных — лечебница обслуживала не только Бессарабскую губернию, но и близлежащие уезды соседних губерний. В своём отчёте за 4 года Квятковская сделала подробный анализ больных по сословиям, возрасту, национальностям, занятиям, а затем анализ заболеваний по анатомическому признаку.
Квятковская — одна из участников организации воскресной школы для рабочих, которая сотрудничала с народной бесплатной библиотекой-читальней. С 1897 года и до закрытия в 1909  году Юлия Александровна состояла членом библиотечного совета и была казначеем этой библиотеки, снабжала её нелегальной литературой. Доставкой нелегальной литературы из-за границы через Румынию руководил социал-демократ А. А. Квятковский. В 1899 году он был выслан в Кишинёв, где участвовал в печатании и распространении «Искры». Одной из явочных адресов в Кишинёве была глазная лечебница его родной тётки Ю. А. Квятковской, к которой он был привязан с самого раннего детства, когда трёхлетним ребёнком находился у деда на золотых приисках в Сибири.
Квятковская являлась активной участницей кишинёвской организации РСДРП, состояла в нелегальном Обществе Красного креста в Нижнем Новгороде. Она оказывала большую помощь при перевозке большевистской литературы, поддерживала работу первой в России типографии газеты «Искра» в Кишинёве.
В 1909 году Квятковская опубликовала статью «Разрыв склеры с подконъюнктивальным вывихом хрусталика в единственно зрячем глазу»: она удалила хрусталик через три месяца после травмы, острота зрения была с коррекцией — 0.2. Летом 1916 года из-за конфликта с Попечительным советом глазной лечебницы Квятковская была вынуждена отказаться от заведования глазной лечебницей.
Во время Первой мировой войны заведовала на фронте глазным отделом хирургического отряда Всероссийского земского союза, уполномоченным которого был А. К. Шмидт, работавший при 14 артиллерийской дивизии. Осенью 1916 года возглавляла медицинскую бригаду в Тыргу-Окна, Барла и Бакэу, была врачом во время боевых действий в Мэрэшешти.
В октябре 1917 года Юлию Квятковскую избрали членом Кишинёвской городской управы. Под её начало перешли более десяти санитарно-медицинских и благотворительных учреждений, школьный отдел.
В годы Великой Отечественной войны Ю.А. Квятковская включилась в антифашистскую деятельность, спасала малолетних еврейских детей, чьи родители стали узниками Кишинёвского гетто.
После освобождения Кишинёва Ю. А. Квятковская, несмотря на преклонный возраст, вела врачебно-оздоровительную работу среди населения, занималась виноградарством, держала фруктовый сад.
В 1950 году Юлия Александровна передала в Республиканскую библиотеку революционную литературу, которая после закрытия в 1909 году библиотеки-читальни была спрятана у неё на квартире и хранилась там более 40 лет. Примечательно, что часть этих книг была из коллекции её племянника, Александра Квятковского, о чём рассказывают его автографы на титульных листах.
Умерла 25 декабря 1951 года.

## Адреса Ю. А. Квятковской в Кишинёве
- Немецкая площадь
- Леовская улица, 73[15]
- Подольская улица, 68
- Леовской и Пушкинской улиц — дом Твердохлебова

## Семья
- Брат — народоволец Александр Александрович Квятковский.
- Племянник — Александр Александрович Квятковский.
- Сноха — София Андреевна Борейшо.

## Труды
- Отчёт по Херсонскому губернскому земскому оспенному телятнику в 1889 году и об оспопрививании в губернии / Составитель Ю. А. Квятковская; Херсонский губернский земский оспенный телятник. — Херсон, 1890.
- Отчёт глазной лечебницы в г. Кишинёве, Бессарабской губ. за 4 года (с 20 мая 1899 по 1 октября 1903 г.). Врача Ю. А. Квятковской. М.: Товарищество скоропечатни А. А. Левенсон. 1904. 18 с.
- Вестник офтальмологии. 1904. Т.21. № 2. С. 322—339.
- Квятковская Ю. А. Разрыв склеры с подконъюнктивальным вывихом хрусталика в единственно зрячем глазу» // Вестник офтальмологии. 1909. Т.26. № 5. С. 398—401.
- Воспоминания врачей Юлии Ал. Квятковской и Марии П. Рашкович и краткие биографии Н. А. и С. П. Дорошевских, Е. П. Джунковской и Е. И. Кристи-Сицинской. Париж, 1937.